# Andrena saturata
Andrena saturata är en biart som beskrevs av Warncke 1975. Andrena saturata ingår i släktet sandbin, och familjen grävbin. Inga underarter finns listade i Catalogue of Life.